# George N. Gillett Jr
George N. Gillett Jr. (Racine, 22 de outubro de 1938) é um empresário norte-americano. É proprietário da equipe de hóquei sobre o gelo Canadiens de Montréal, co-proprietário do clube de futebol inglês Liverpool, e da equipe de corrida da NASCAR Richard Petty Motorsports.
Tem uma fortuna avaliada em 32,1 bilhões de dólares. Gillet e Hicks são alvos de protestos do Liverpool que os acusam de quererem lucrar com o clube através do pagamento de juros e lucros, não oferecendo suporte financeiro ao Liverpool do próprio bolso.